# Плоткин, Владимир Ионович
Владимир Ионович Плоткин(род. 13 мая 1955, Ленинград, РСФСР, СССР) — советский и российский архитектор; главный архитектор проектов АО «Моспроект» (1985—1995 гг.); главный архитектор ТПО «Резерв» (1995); главный архитектор ТПО «Резерв» (Москва). Член СА (с 1984 г.), профессор Международной Академии Архитектуры, член правления МОСА. Академик РААСН (2022).

## Биография
Владимир Плоткин родился 13 мая 1955 года в Ленинграде в семье военного. Раннее детство провел на Васильевском острове. Часто переезжал с родителями, жил в средней Азии, Витебске (Белоруссия), Минске. Но лето неизменно проводил в Ленинграде. Архитектура этого города повлияла на все дальнейшее творчество Владимира Плоткина.
В середине 1970-х Владимир Ионович поступил в Минский Белорусский политехнический институт на архитектурный факультет. Закончил его в 1980 году.

## Семья
- Жена — Ольга Головина.
- Сын — Александр Плоткин.
- Дочь — Полина Плоткина.

## Работа в Париже
В 1990 году в рамках совместного советско-французского проекта, а это было здание Смоленского пассажа, Плоткин три месяца работал в парижской студии Рикардо Бофилла.

## Архитектура
Владимир Плоткин считается[кем?] одним из ведущих мастеров жилья в столичном мегаполисе, хотя о себе говорит, что он «более, чем нормальный архитектор».
В интерьерной практике Плоткин замечен не был, с начала профессионального пути ведя очень большие городские объекты. Но маленькие масштабы также для него привлекательны. Поэтому Плоткин с удовольствием принимает участие в затеях фестиваля «Архстояние»: в 2009 году реализовал «Плот» — домик на воде. В 2010 году на берегу Клязьминского водохранилища выстроил дом яхтсмена.

## Карьера
После окончания института Владимир Плоткин пять лет работал старшим архитектором «Белгоспроект». В 1985 году переехал в Москву и пошёл в «Моспроект» и прослужил там десять лет, после чего начал собственное дело.
С 1995 года является главным архитектором в ТПО «Резерв». Проекты ТПО «Резерв» регулярно представляют лучшие достижения российской архитектуры на международных выставках (в Лондоне, Берлине, Венеции) и часто становятся предметом публикаций в периодических российских и иностранных изданиях. Многие проекты ТПО «Резерв», сделанные под руководством Владимира Плоткина, многократно были отмечены профессиональными премиями и дипломами («Арх-Москва», «Золотое сечение», «Зодчество», Всемирный Архитектурный Фестиваль (WAF) в Барселоне и др.). Входит в экспертный совет Архитектурной премии Москвы.

## Критика
Политик Алексей Навальный в своем блоге navalny.com подметил, что в построенном ЖК «Сколково-Парк» умышленно отсутствуют южные окна, через которые жители ЖК смогли бы видеть резиденцию Игоря Шувалова, первого зампреда правительства Российской Федерации.

## Основные постройки
- 1998 г. — 9-ти −14-ти этажные жилые дома по ул. Звенигородская, Москва.
- 1999 г. — 5—7 этажный жилой комплекс в проезде Загорского, Москва.
- 2001 г. — 9-этажный жилой дом ул. М. Филёвская, Москва.
- 2003 г. — Жилой комплекс «Татаровская пойма», Москва.
- 2003 г. — Торговый центр «Квадро», Кутузовский проспект, Москва.
- 2006 г. — 35-ти этажный жилой комплекс «Аэробус» пр. Кочновский. Москва.
- 2006 г. — Комплекс здания Арбитражного суда Московского округа, Москва.
- 2006 г. — Жилой дом «Премьер», по ул. Фотиевой. Москва.
- 2007 г. — Частный жилой дом Николина гора. Московская обл.
- 2007 г. — Торгово-развлекательный комплекс «Времена года», Кутузовский проспект, Москва.
- 2008 г. — Жилой комплекс «Авеню 77» , Северное Чертаново. Москва.
- 2008 г. — Офисный комплекс ОАО «Аэрофлот- Российские авиалинии», Международное шоссе, Москвы
- 2008 г. — Жилой дом, ул. 3-Фрунзенская . Москва.
- 2008 г. — Административно-деловой Центр «Ситидел», ул. Земляной Вал. Москва.
- 2009 г. — «Фьюжн-Парк» Административно-жилой комплекс с музеем ретро-автомобилей, ул. Трубецкая . Москва.
- 2010—2011 гг. — Дом Яхтсмена на Клязьминском Водохранилище, Курорт Пирогово. Московская обл.

## Конкурсы
- 1984 г. — Строительная выставка, Минск — 1-я премия
- 1988 г. — Гостиница Фонда Мира, Москва — 1-я премия.
- 1991 г. — Конгресс-центр на Кутузовском пр. — 2-я премия.
- 2000 г. — Жилой район «Куркино» 2-я премия.
- 2002 г. — Большой Египетский музей.
- 2002 г. — Комплекс зданий Мосгордумы и Мэрии г. Москвы в «Москва-Сити» — 3-я премия.
- 2004 г. — Морской пассажирский терминал в Санкт-Петербурге — 1-я премия

## Выставки
- 1995 г. — Современная архитектурная графика, Берлин.
- 1998—2009 гг. — Московский смотр «Золотое сечение». Лауреат 1998,1999, 2001,2009 годов.
- 1998—2002 гг. — Всероссийский смотр «Зодчество», лауреат 1998 г., «Золотой диплом» 2001 года.
- 2000—2007 гг. — Международная выставка архитектуры АРХ — Москва, лауреат 2000, 2003, 2004, 2005, 2007 годов.
- 2002 г. — Выставка 6 российских архитекторов в Штутгарте, Германия.
- 2002 г. — Выставка 10 российских архитекторов в Лондоне, Англия.
- 2002 г. — Выставка 5 российских архитекторов в Венеции «V-NICE».
- 2008 г. — Биеннале в Венеции.
- 2010 г. — Биеннале в Венеции.
- 2010 г. — Архитектор Года 2010 АРХ — Москва.
- 2011 г. — Архитектор Года персональная выставка АРХ — Москва.

## Награды и звания
- Заслуженный архитектор Российской Федерации[2]
- член Союза архитекторов России
- профессор Международной академии архитектуры
- член правления МОСА
- победитель конкурса фестиваля «Арх-Москва-2010» в номинации «Архитектор года»
- член Жюри Всемирного Архитектурного Фестиваля в Барселоне (2008, 2009)